# Carole Farley
Carole Farley (Le Mars, Iowa, Estados Unidos, 29 de octubre de 1946) es una soprano estadounidense.

## Vida
Nació en 1946 en Le Mars en el estado de Iowa y se crio en Spokane, Washington. Estudió en la Universidad de Indiana Bloomington y en la Hochschule für Musik de Múnich.
Está casada con el director de orquesta uruguayo José Serebrier con quien tiene una hija.

## Carrera
El 18 de marzo de 1977 interpretó Lulú de Alban Berg en su estreno del Metropolitan Opera dirigida por James Levine. Cantó el papel de la vampiresa en Der Vampyr de Franz Wedekind en más 100 representaciones en varias casas de ópera internacionales, incluso la premier británica en la Ópera Nacional Galesa en 1971. Posteriormente, en el Met ha cantado Lady Macbeth de Mtsensk de Dmitri Shostakóvich en 1994.
En Buenos Aires cantó en el Teatro Colón Mahagonny de Kurt Weill en 1987 y Bomarzo de Alberto Ginastera en 2003.
Se ha especializado en repertorio contemporáneo destacándose en óperas de Kurt Weill, Francis Poulenc, Gian Carlo Menotti, Leonard Bernstein, William Bolcom, Benjamin Britten, Ned Rorem, etc. Ha interpretado óperas Salomé de Richard Strauss, , Mimi en La bohème de Giacomo Puccini, Kundry en Parsifal de Richard Wagner, Giuseppe Verdi y otros compositores.
En 2002 grabó un recital de canciones del compositor Ernesto Lecuona y uno de canciones de Ned Rorem con el compositor al piano
Ha filmado dos óperas en un acto unipersonales La voz humana de Francis Poulenc y El teléfono de Gian Carlo Menotti
Su discografía es extensa y su participación en recitales y conciertos sinfónicos es asidua.

## Discografía selecta
- Bolcom, William: The Songs Of William Bolcom, William Bolcom al piano.
- Britten, Benjamin: Les Illuminations. José Serebrier, Orquesta de Cámara Escocesa.
- Chaikovski, Piotr Ilich: Chaikovski Opera Arias. José Serebrier, Orquesta Sinfónica de Melbourne.
- Delius, Frederick: Seven Danish Songs. José Serebrier, Rheinische Philharmonie.
- Grieg, Edvard: Carole Farley Sings Grieg. José Serebrier, London Philharmonic Orchestra.
- Lecuona, Ernesto: On A Night Like This, Lecuona Love Songs. John Constable al piano.
- Marschner, Heinrich: Der Vampyr. Günther Neuhold.
- Poulenc, Francis: La voix humaine. José Serebrier, Orquesta Sinfónica de Adelaida.
- Prokofiev, Sergei: The Ugly Duckling. José Serebrier, Orquesta de Cámara Escocesa.
- Prokofiev, Sergei: Prokofiev Songs. Arkady Aronov al piano.
- Prokofiev, Sergei: Carole Farley Sings Prokofiev. Roger Vignoles al piano.
- Rorem, Ned: Ned Rorem Selected Songs. Ned Rorem al piano.[4]
- Satie, Erik: French Songs Vol. 2. José Serebrier, Orchestre Symphonique de RTBF.
- Strauss, Richard: Guntram. John Pritchard, Orquesta Sinfónica de la BBC.
- Strauss, Richard: Four Last Songs & Orchestral Songs. José Serebrier, Orquesta Filarmónica Checa.
- Weill, Kurt: Der Neue Orpheus. José Serebrier, Rheinische Philharmonie.
- Weill, Kurt: Kurt Weill Songs. Roger Vignoles al piano.
- Weill, Kurt: Two Tangos. José Serebrier, Orquesta Sinfónica de Barcelona.